# Андрушёвский сахарный завод
Андрушёвский сахарный завод — предприятие пищевой промышленности в городе Андрушёвка Андрушёвского района Житомирской области Украины.

## История

### 1848—1917
Сахарный завод в селении Андрушёвка Андрушевской волости Житомирского уезда Волынской губернии Российской империи был построен и начал работу в 1848 году. Изначально это было небольшое предприятие, на котором до 1861 года работали крепостные крестьяне, не имевшее средств механизации работ. Тем не менее, сооружение сахарного завода и небольшого винокуренного завода привело к экономическому развитию поселения, которое в 1859 году стало местечком.
В 1869 году сахарный завод и земли в округе купил сахарозаводчик Н. А. Терещенко (в дальнейшем построивший себе в Андрушевке усадьбу с парком). В 1873 году сахарный завод был переоборудован, механизирован и уже в следующем 1874 году произвёл 245 тыс. пудов сахара. В это время на заводе работало 1190 человек.
Тяжёлые условия работы (низкая оплата труда, рабочий день продолжительностью 12-13 часов, жизнь в грязных и сырых казармах, скверное питание и бесправие) вызвали недовольство рабочих завода и местных крестьян. После начала в 1900 году экономического кризиса, в 1902 году здесь имело место протестное выступление, для подавления которого местным властям пришлось вызывать войска. Однако в августе 1904 года на землях сахарозаводчика в знак протеста местные жители начали массовый выпас скота (по решению суда, за это были привлечены к ответственности 41 человек, которые выплатили штраф в размере 478 рублей).
Во время первой русской революции в августе 1905 года в Андрушевке вновь имели место волнения жителей, в июне 1906 года жители организованно выступили против своеволия сахарозаводчика Терещенко, запретившего им перегонять через свои земли к водопою (для подавления выступления в село прибыл отряд драгун, которые обнаружили, что крестьяне перекрыли им путь, вытащив на дорогу бороны).
После начала первой мировой войны в 1914 году часть рабочих завода и обеспечивавших завод свеклой местных крестьян была призвана в действующую армию, в связи с мобилизацией части лошадей сократились посевные площади под технические культуры, и положение завода осложнилось.

### 1918—1991
4 января 1918 года в местечке была установлена Советская власть, но вскоре Андрушевку оккупировали немецкие войска (которые оставались здесь до ноября 1918 года). Несмотря на противодействие рабочих завода и местных жителей, немецкие оккупанты разграбили завод и вывезли со складов свыше 100 тыс. пудов сахара. В дальнейшем, в ходе гражданской войны и советско-польской войны предприятие серьёзно пострадало. В августе 1920 года Андрушевский сахарный завод был национализирован, затем он был восстановлен и возобновил работу. Одновременно началась ликвидация неграмотности, и в 1920 году в лучшем здании Андрушевки (национализированном особняке сахарозаводчика Терещенко) была открыта школа.
В марте 1923 года Андрушёвка стала районным центром, что способствовало развитию местной промышленности. В этом же году сахарному заводу передали значительную часть национализированных помещичьих земель, что укрепило сырьевую базу предприятия. Для подготовки квалифицированных кадров при сахарном заводе открыли фабрично-заводское училище.
В 1929—1930 гг. был построен заводской Дом культуры имени В. И. Ленина. В ходе индустриализации 1930-х годов завод был оснащён новым оборудованием и увеличил объём производства, в 1934 году численность рабочих на нём составила 507 человек.
Во время Великой Отечественной войны с 10 июля 1941 до 27 декабря 1943 года посёлок находился под немецкой оккупацией. В начале 1942 года на сахарном заводе начала действовать советская подпольная группа. Перед отступлением гитлеровцы вывели сахарный завод из строя.
В дальнейшем, завод был восстановлен, на строительство танковой колонны «Радянська Житомирщина» только рабочие Андрушевского сахарного завода пожертвовали 300 тысяч рублей, дополнительные денежные средства они перечислили в фонд помощи семьям фронтовиков.
После окончания войны завод был реконструирован, в 1959 году здесь была построена ТЭЦ (архитектор А. П. Мардер). Если в 1953 году перерабатывающая мощность составляла 1 тыс. тонн сахарной свеклы в сутки, то с 1964 года — 1,8 тыс. тонн в сутки. Значительную роль в повышении производительности сыграли передовики производства и рационализаторы (только за 1966 год здесь внедрили 61 рациональное предложение, что в сумме дало экономию в 55 тыс. рублей). В результате, в 1967 году коллектив предприятия был награждён переходящим Красным знаменем министерства пищевой промышленности УССР, а ряд отличившихся работников был награждён ленинскими юбилейными медалями.
В дальнейшем, сахарный завод был преобразован в Андрушевский сахарный комбинат.
В целом, в советское время сахарный комбинат входил в число крупнейших предприятий города.

### После 1991 года
После провозглашения независимости Украины комбинат перешёл в ведение государственного комитета пищевой промышленности Украины, в дальнейшем государственное предприятие было преобразовано в открытое акционерное общество.
В июле 1995 года Кабинет министров Украины утвердил решение о приватизации сахарного завода.
В апреле 2001 года арбитражный суд Житомирской области возбудил дело о банкротстве завода, 17 августа 2004 года он был признан банкротом и началась процедура его ликвидации.
После смены владельца, завод был перерегистрирован как дочернее предприятие частной компании АОЗТ «Фактор», однако в связи с невыплатой налогов уже весной 2005 года по иску районной налоговой инспекции было вновь возбуждено дело о его банкротстве. В дальнейшем, завод был перерегистрирован как общество с ограниченной ответственностью.
Начавшийся в 2008 году экономический кризис осложнил положение завода и хозяйств, обеспечивавших его свеклой. В 2009 году завод ещё действовал, в первом полугодии 2010 года на предприятии были проведены работы по подготовке к сезону сахароварения, но по состоянию на 2011 год уже не функционировал.